# Vòng loại Cúp bóng đá nữ châu Á 2014
Vòng loại Cúp bóng đá nữ châu Á 2014 được tổ chức từ tháng 5 tới tháng 6 năm 2013 nhằm xác định các đội tuyển dự vòng chung kết tại Việt Nam.

## Đội tuyển tham dự
Danh sách các đội tham dự theo thứ tự hạt giống:
- 1.  Thái Lan
- 2.  Myanmar
- 3.  Việt Nam
- 4.  Uzbekistan
- 5.  Jordan
- 6.  Hồng Kông
- 7.  Đài Bắc Trung Hoa
- 8.  Iran
- 9.  Kyrgyzstan
- 10.  Palestine
- 11.  Bahrain
- 11.  Bangladesh
- 11.  Ấn Độ
- 11.  Kuwait
- 11.  Liban
- 11.  Philippines

## Các bảng đấu

### Bảng A
Các trận đấu diễn ra ở Jordan (giờ địa phương là UTC+2).
| VT | Đội        | ST | T | H | B | BT | BB | HS  | Đ | Giành quyền tham dự        |
| -- | ---------- | -- | - | - | - | -- | -- | --- | - | -------------------------- |
| 1  | Jordan (H) | 3  | 3 | 0 | 0 | 30 | 0  | +30 | 9 | Cúp bóng đá nữ châu Á 2014 |
| 2  | Uzbekistan | 3  | 2 | 0 | 1 | 22 | 4  | +18 | 6 |                            |
| 3  | Liban      | 3  | 1 | 0 | 2 | 12 | 10 | +2  | 3 |                            |
| 4  | Kuwait     | 3  | 0 | 0 | 3 | 1  | 51 | −50 | 0 |                            |

| Uzbekistan | 18–0    | Kuwait |
| --- | ------- | ------ |
| Juraeva 4', 14', 21', 35', 45+1', 51', 58', 73' · Turdiboeva 6', 42' · Riskieva 23' · Sarikova 31' · Turopova 34', 36', 65' · Moiseeva 70' · Bakhromova 72' · Zarbieva 78' | Báo cáo |        |

| Jordan                                               | 5–0     | Liban |
| ---------------------------------------------------- | ------- | ----- |
| Al-Masri 21' · Al-Naber 33', 40' · Khraisat 53', 59' | Báo cáo |       |

| Liban | 0–4     | Uzbekistan                                                  |
| ----- | ------- | ----------------------------------------------------------- |
|       | Báo cáo | Turdiboeva 2' · Juraeva 41' · Turopova 45+2' · Ermatova 46' |

| Kuwait | 0–21    | Jordan |
| ------ | ------- | --- |
|        | Báo cáo | Jebreen 3', 70' · Jbarah 16', 18', 19', 28', 32', 45+1', 53', 81' · Al-Naber 17', 35', 38', 72' · Al-Nahar 20', 43', 56', 71', 84', 90+1' · Al-Masri 78' |

| Liban | 12–1    | Kuwait    |
| --- | ------- | --------- |
| Dbouk 12' · Assaf 19', 51' · El Jaafil 27' · Schtakleff 29', 77' · Bahlawan 38', 90+3' · Al Sayegh 45+1', 46' · Hamadeh 56' · Bakri 80' | Báo cáo | Hajji 86' |

| Uzbekistan | 0–4     | Jordan                                         |
| ---------- | ------- | ---------------------------------------------- |
|            | Báo cáo | Khraisat 57', 80' · Jebreen 59' · Al-Naber 75' |

### Bảng B
Các trận đấu diễn ra ở Bangladesh (giờ địa phương là UTC+6).
| VT | Đội            | ST | T | H | B | BT | BB | HS  | Đ | Giành quyền tham dự        |
| -- | -------------- | -- | - | - | - | -- | -- | --- | - | -------------------------- |
| 1  | Thái Lan       | 3  | 3 | 0 | 0 | 15 | 1  | +14 | 9 | Cúp bóng đá nữ châu Á 2014 |
| 2  | Philippines    | 3  | 2 | 0 | 1 | 10 | 1  | +9  | 6 |                            |
| 3  | Iran           | 3  | 1 | 0 | 2 | 3  | 11 | −8  | 3 |                            |
| 4  | Bangladesh (H) | 3  | 0 | 0 | 3 | 0  | 15 | −15 | 0 |                            |

| Iran | 0–6     | Philippines                                                                |
| ---- | ------- | -------------------------------------------------------------------------- |
|      | Báo cáo | Cooke 1' · Jurado 3' · Shugg 4', 90+2' · Kamangar 33' (l.n.) · Houplin 40' |

| Thái Lan                                                                                              | 9–0     | Bangladesh |
| --- | ------- | ---------- |
| Rattikan 16' · Naphat 18' · Nisa 29', 45', 87', 90+3' · Trishna 52' (l.n.) · Sunisa 64' · Boontan 79' | Báo cáo |            |

| Philippines | 0–1     | Thái Lan |
| ----------- | ------- | -------- |
|             | Báo cáo | Nisa 37' |

| Bangladesh | 0–2     | Iran            |
| ---------- | ------- | --------------- |
|            | Báo cáo | Rahimi 26', 51' |

| Thái Lan                                        | 5–1     | Iran      |
| ----------------------------------------------- | ------- | --------- |
| Nisa 46', 65', 85' · Anootsara 70' · Naphat 74' | Báo cáo | Ghomi 79' |

| Philippines                                      | 4–0     | Bangladesh |
| ------------------------------------------------ | ------- | ---------- |
| Park 19', 90+5' · Delos Reyes 29' · Barnekow 85' | Báo cáo |            |

### Bảng C
Các trận đấu diễn ra ở Bahrain (giờ địa phương là UTC+3).
| VT | Đội         | ST | T | H | B | BT | BB | HS  | Đ | Giành quyền tham dự        |
| -- | ----------- | -- | - | - | - | -- | -- | --- | - | -------------------------- |
| 1  | Việt Nam    | 3  | 3 | 0 | 0 | 24 | 0  | +24 | 9 | Cúp bóng đá nữ châu Á 2014 |
| 2  | Hồng Kông   | 3  | 2 | 0 | 1 | 5  | 6  | −1  | 6 |                            |
| 3  | Bahrain (H) | 3  | 1 | 0 | 2 | 5  | 12 | −7  | 3 |                            |
| 4  | Kyrgyzstan  | 3  | 0 | 0 | 3 | 2  | 18 | −16 | 0 |                            |

| Việt Nam | 8–0     | Bahrain |
| --- | ------- | ------- |
| Minh Nguyệt 3' · Kim Hồng 20' · Nguyễn Thị Xuyến 22' · Nguyễn Thị Muôn 38', 58', 70' · Nguyễn Thị Liễu 45' · Kim Tiến 65' | Báo cáo |         |

| Hồng Kông             | 2–1     | Kyrgyzstan  |
| --------------------- | ------- | ----------- |
| Trương Vĩ Kỳ 41', 86' | Báo cáo | Tynkova 59' |

| Bahrain       | 1–3     | Hồng Kông                                  |
| ------------- | ------- | ------------------------------------------ |
| Al Hashmi 25' | Báo cáo | Trương Vĩ Kỳ 52' · Phùng Kim Muội 65', 69' |

| Kyrgyzstan | 0–12    | Việt Nam |
| ---------- | ------- | --- |
|            | Báo cáo | Minh Nguyệt 3', 12', 22' · Ngọc Anh 5' · Nguyễn Thị Xuyến 14' · Nguyễn Thị Hòa 23', 71' · Nguyễn Thị Muôn 35' · Kim Tiến 50' · Kim Hồng 65' · Huỳnh Như 81', 88' |

| Việt Nam                                                                    | 4–0     | Hồng Kông |
| --------------------------------------------------------------------------- | ------- | --------- |
| Minh Nguyệt 5' · Nguyễn Thị Hòa 7' · Trương Vĩ Kỳ 30' (l.n.) · Kim Hồng 57' | Báo cáo |           |

| Kyrgyzstan  | 1–4     | Bahrain                                  |
| ----------- | ------- | ---------------------------------------- |
| Tynkova 31' | Báo cáo | Abdelrahman 3', 33' · Al Hashmi 20', 49' |

### Bảng D
Các trận đấu diễn ra ở Palestine (giờ địa phương là UTC+3).
| VT | Đội               | ST | T | H | B | BT | BB | HS  | Đ | Giành quyền tham dự        |
| -- | ----------------- | -- | - | - | - | -- | -- | --- | - | -------------------------- |
| 1  | Myanmar           | 3  | 2 | 1 | 0 | 11 | 0  | +11 | 7 | Cúp bóng đá nữ châu Á 2014 |
| 2  | Đài Bắc Trung Hoa | 3  | 2 | 1 | 0 | 8  | 1  | +7  | 7 |                            |
| 3  | Ấn Độ             | 3  | 0 | 1 | 2 | 2  | 5  | −3  | 1 |                            |
| 4  | Palestine (H)     | 3  | 0 | 1 | 2 | 1  | 16 | −15 | 1 |                            |

| Đài Bắc Trung Hoa                                                                | 6–0     | Palestine |
| -------------------------------------------------------------------------------- | ------- | --------- |
| Lâm Nhã Hàm 5', 54', 80' · Dư Tú Tinh 40' · Lại Lệ Cầm 42' · Lâm Khải Linh 45+1' | Báo cáo |           |

| Myanmar                                  | 2–0     | Ấn Độ |
| ---------------------------------------- | ------- | ----- |
| Naw Ar Lo Wer Phaw 6' · Khin Moe Wai 26' | Báo cáo |       |

| Palestine | 0–9     | Myanmar                                                                             |
| --------- | ------- | ----------------------------------------------------------------------------------- |
|           | Báo cáo | Yee Yee Oo 24', 74', 77', 80', 85', 88' · Khin Moe Wai 17', 26' · Margret Marri 67' |

| Ấn Độ       | 1–2     | Đài Bắc Trung Hoa               |
| ----------- | ------- | ------------------------------- |
| Sasmita 54' | Báo cáo | Dư Tú Tinh 42' · Lại Lệ Cầm 82' |

| Palestine           | 1–1     | Ấn Độ       |
| ------------------- | ------- | ----------- |
| Sohgian 46' (ph.đ.) | Báo cáo | Sasmita 35' |

| Myanmar | 0–0     | Đài Bắc Trung Hoa |
| ------- | ------- | ----------------- |
|         | Báo cáo |                   |